# Scopula rufisalsa
Scopula rufisalsa là một loài bướm đêm trong họ Geometridae.